# Sant Guim de la Rabassa
Sant Guim de la Rabassa és un poble del municipi segarrenc de Sant Guim de Freixenet. És un petit nucli de població situat al costat de la línia de ferrocarril de Manresa a Lleida, a escassos quilòmetres al sud-oest del poble de Sant Guim de Freixenet. La casa senyorial del poble fou adquirida el segle XVII pels jesuïtes, els quals renovaren l'estructura del poble i construïren una residència i l'actual convent barroc de Sant Andreu de la Rabassa.
El poble queda partit entre la part alta (Barri de Dalt), situada al cantó sud de la línia de tren, i la part baixa situada prop del convent jesuïta, situada al cantó nord de la línia.